# Ie

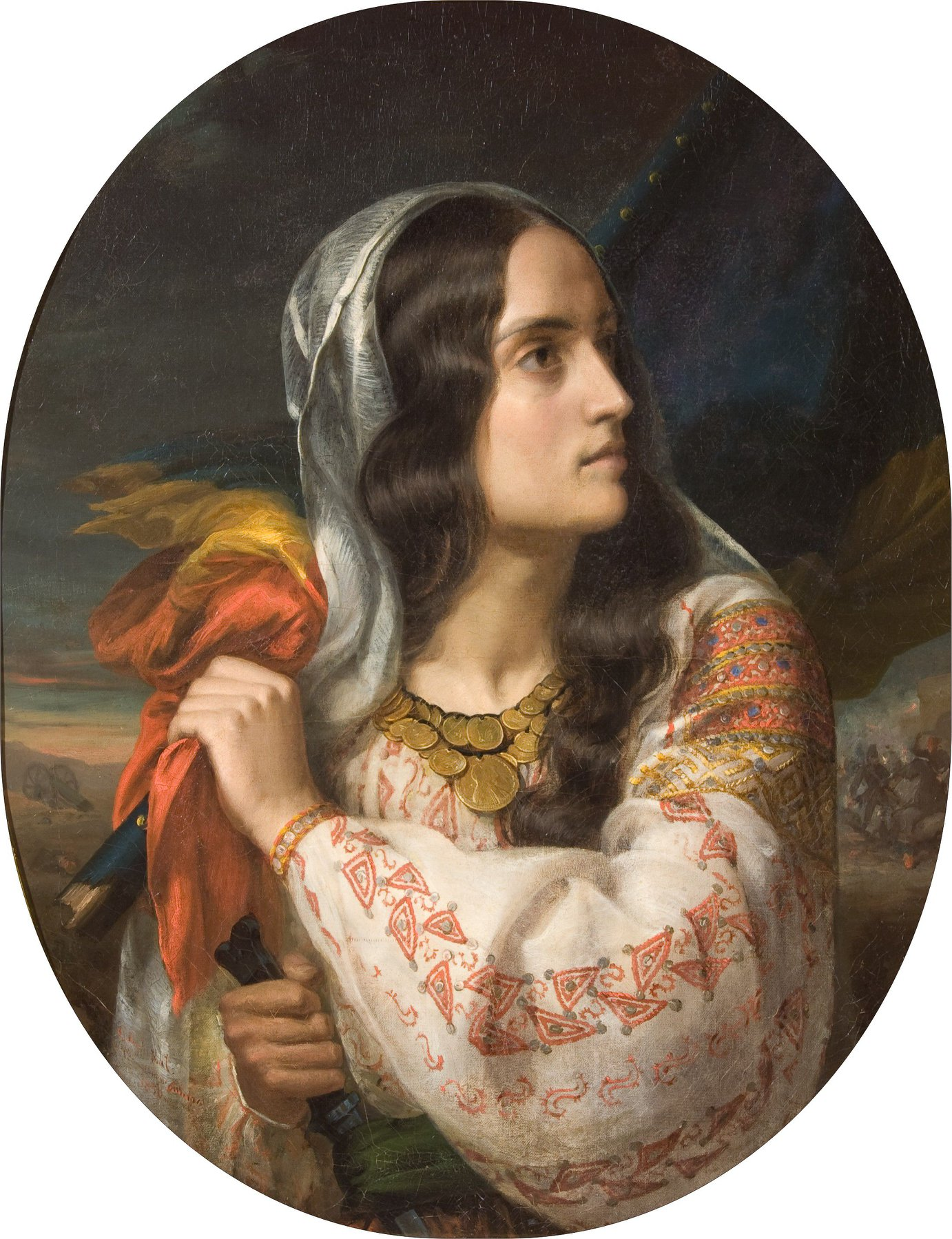
România revoluționară, Gemälde von Constantin Daniel Rosenthal (Maria Rosetti)

Die Ie ist eine traditionelle rumänische bzw. moldauische Bluse bzw. ein Hemd mit Stickmuster. Die Ie gilt in Rumänien und Moldawien als nationales Kulturgut und ist in die Repräsentative Liste des immateriellen Kulturerbes der Menschheit der UNESCO aufgenommen worden. Vergleichbare Kleidung findet sich in der Ukraine, in Bulgarien, Belarus und Russland. In Rumänien, Moldawien und der rumänischen Diaspora wird die Ie am 24. Juni gefeiert.

## Etymologie
Das Wort ie leitet sich vom Lateinischen linea (Richtschnur, Linie, Strich, Umriss) ab.

## Geschichte
Der Ursprung der le und deren Grundformen geht bis in die Antike zurück. Auf dem Relief der Trajanssäule sind Darstellungen von dakischen Frauen mit kragenlosen Blusen und gerafften Halsausschnitten oder Männer mit langen Hemden und Gürteln zu erkennen. Im Mittelalter galten Stickereien als Talisman. Sie wurden besonders an solchen Stellen angebracht, an denen böse Geister potenziell in den Körper der kleidungtragenden Person eindringen konnten, so entlang des Ausschnittes, am Ärmelabschluss oder an den Schultern.

## Material und Charakteristika
Die Ie besteht aus weißem Baumwoll-, Leinen- oder Borretschstoff. Es ist mit Stickereien in beliebten rumänischen Motiven verziert, insbesondere an den Ärmeln, der Brust und am Hals. Einige Blusen werden auch mit Perlen oder Pailletten kombiniert.
Die Grundelemente bei der Zusammensetzung des Ärmels sind die Schulter (die Naht, die den Ärmel mit der Vorder- und Rückseite des Ärmels verbindet), die Falte und der Saum (das breite, reich verzierte Band am Ärmel, das das bestimmende Element ist), das Muster, Flüsse (gerade oder diagonale Bänder auf der Brust und an den Ärmeln) und Lätzchen oder Schlüssel (Stiche, die Stoffstücke verbinden).
Die Muster der Stickereien und Ornamente unterscheiden sich von Region zu Region.

## Regionale Unterschiede

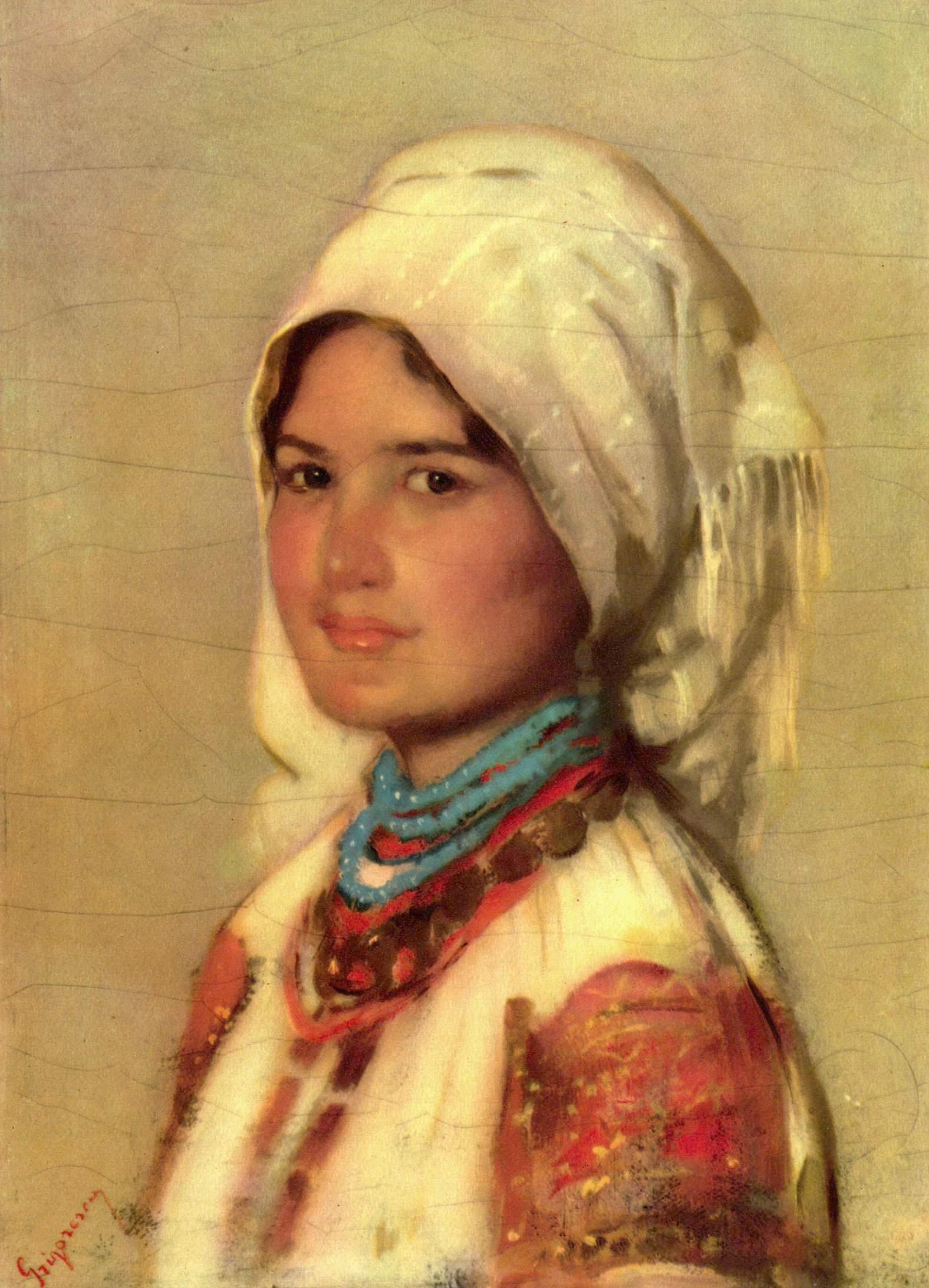
Țăranca din Muscel von Nicolae Grigorescu

Die Ia aus Suceava hat nüchterne, aber angenehme, natürliche Farben: Braun, Braun, Schwarz, Dunkelgrün. In Vrancea treten eine starke Geometrie und starke Farben auf: Rot, Schwarz, Blau, Grün, Ocker – Kontraste; sondern auch ein besonderer Schnitt des Ärmels: Der Spiraleffekt entsteht nicht durch Rippen, sondern durch den Schnitt des Ärmels, der gedreht ist.
In Vlașca und Ilfov werden warme Farben verwendet, verschiedene Rot-, Gold- und Ockertöne.
In Romanati wird eine Kombination aus kräftigem Blau mit Rot und Kirsche für zarte, kleine, aber sehr raffinierte Modelle verwendet. In Gorj, insbesondere im Norden, wird nur Schwarz verwendet (und Ocker zum Eisstockschießen) – deutlicher Einfluss aus der Gegend „Săliște“. Stattdessen sind die Komposition, die Motive sehr dynamisch: Mühlenhals, Sterne, Spiralen, Widderhörner, Haken usw. In Argeș und Vâlcea kommen auch monochrome Kompositionen vor, allerdings ist es dunkelrot und kirschrot, selten nur schwarz.
Die spezifischen Blusen aus der Dobrudscha, aus dem Banat, aus Oaș, aus der Maramureș und Siebenbürgen haben eine eigene Erscheinungsform, obwohl einige auch aus 4 Laken bestehen und am Hals faltig sind, weisen sie typische Elemente im Schnitt auf (Cipag, Fodor, Placca).

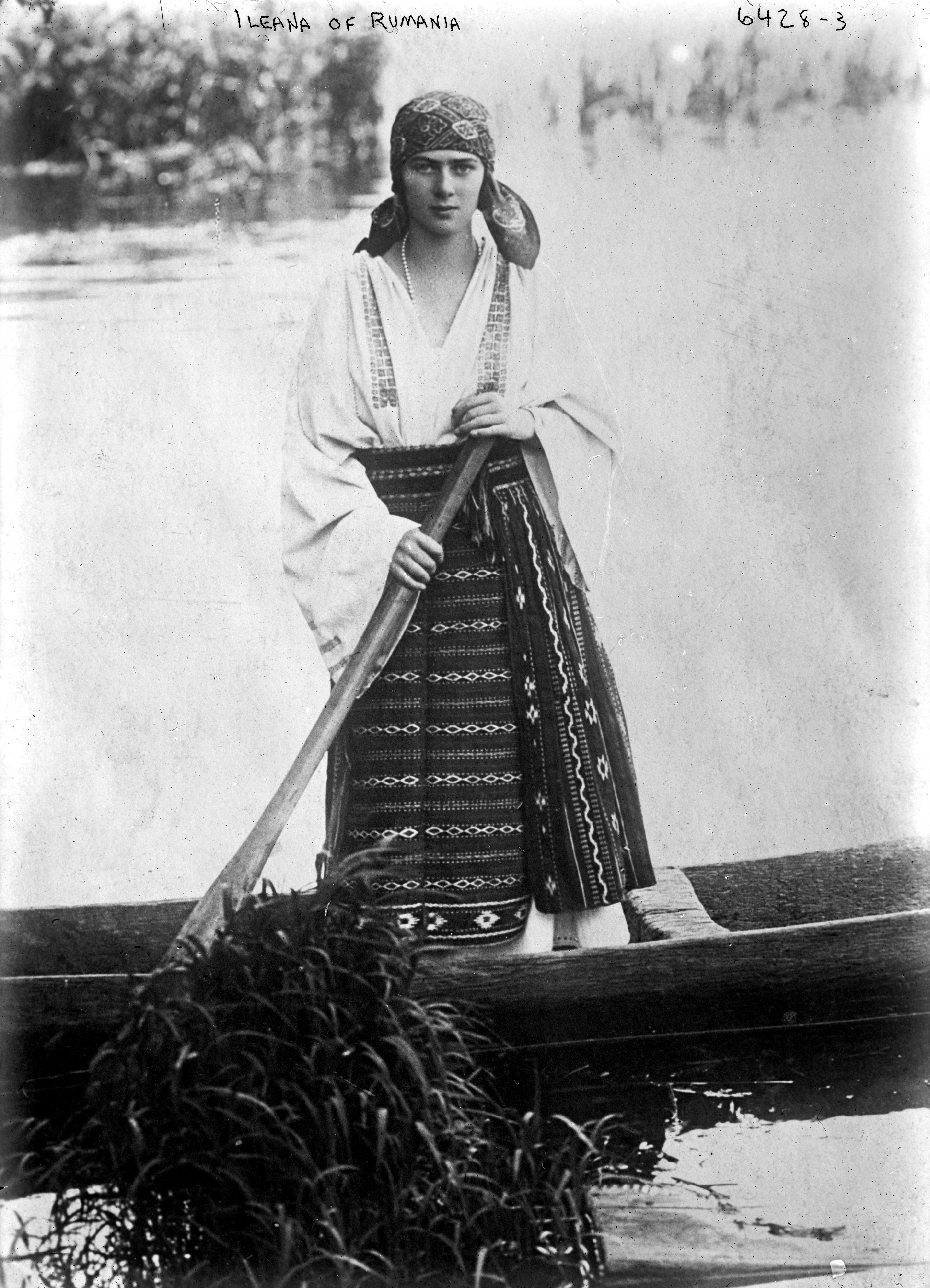
Prinzessin Ileana von Rumänien in Ie